# Нефтчи, Нермин
Хайрие Айше Нермин Нефтчи (тур. Hayriye Ayşe Nermin Neftçi; 1924, Стамбул — 20 августа 2003, Бодрум, Мугла) — турецкая юрист и политик.

## Биография
Родилась в 1924 году в Стамбуле. Окончила юридический факультет Анкарского университета.
В 1969 году была избрана членом Великого национального собрания Турции от ила Муш. Стала первой женщиной, избранной в Великое национальное собрание от восточных илов Турции. 
В парламенте была избрана заместителем председателя Великого национального собрания. Стала первой женщиной, занимавшей этот пост. 
Не баллотировалась на парламентских выборах 1973 года. Вошла в правительство Сади Ырмака в качестве министра культуры. Занимала этот пост с 17 ноября 1974 года по 31 марта 1975 года.
Принимала участие в голосовании, состоявшемся 24 апреля 1972 года, по вопросу казни троих членов Народно-освободительной армии Турции, арестованных после переворота 12 марта 1971 года. Нефтчи была среди 48 парламентариев, проголосовавших «против». «За» проголосовали 273 человека. После того, как президент подписал приговор, все трое приговорённых, среди которых был Дениз Гезмиш, 6 мая 1972 года были повешены. Эта казнь на долгое время стала предметом горячих споров.
Писала статьи и вела колонки в ряде периодических изданий. Написала книгу о структуре турецкого языка, и фольклоре иракских туркменов Киркука.
Умерла 20 августа 2003 года в Бодруме.